# Муреро
Муреро (ісп. і араг. Murero) — муніципалітет в Іспанії, у складі автономної спільноти Арагон, у провінції Сарагоса. Населення — 146 осіб (2010).
Муніципалітет розташований на відстані близько 200 км на північний схід від Мадрида, 75 км на південний захід від Сарагоси.
Муреро має незвичайний герб і прапор, на них зображено не традиційні фігури, а трилобіта. Це пов'язано зі знахідками скам'янілостей цих істот на території муніципалітету.

## Демографія
Динаміка населення (INE ):